# Nkoteng
Nkoteng – miasto w Kamerunie w Regionie Centralnym. Liczy około 53,6 tys. mieszkańców.